# Гаванська вулиця (Дніпро)
Гаванська вулиця — вулиця у Самарському районі міста Дніпро у його місцевостях Стара Ігрень й колишнього радянського міста Придніпровськ, що було збудоване за західному краї Чаплів.

## Географія
Довжина вулиці — 5500 метрів. Вулиця рівнинна.
Названа Гаванською на рубежі 1950-1960-х, на честь Гавани, столиці Куби.
Вулиця починається у Придніпровську, як продовження Електричної вулиці в індустріальну зону вздовж Дніпра. Вулиця йде переважно у південь-північ напрямку. Після віадуку на Південний міст через Дніпро йде по двох сторонах залізниці на Придніпровську ТЕС, до річки Шиянка, де вулиця сходиться в одну. 
У кінцевій частині вулиці знаходиться давня населена місцевість Стара Ігрень (Огрінь). З лівого, західного боку Гаванської вулиці, по той бік залізниці розташовано піщаний смерековий ліс. У ньому виявлена частина ігренських археологічих пам'яток (переважно на місці Придніпровської індустріальної зони).
Вулиця закінчується транспортним кільцем, переходом у Німецьку вулицю. А та є головною вулицею Рибальського, що йде вздовж правого берега річки Самари. На північний захід з транспортного кільця йде шлях на Усть-Самарський міст через річку Самару.

## Перехресні вулиці
- Роторна вулиця
- Електрична вулиця
- вулиця Леоніда Каденюка
- Південний міст
- вулиця 20-річчя Перемоги
- Базова вулиця
- вулиця Виробнича
- вулиця Херсонеська
- вулиця Набоківська
- вулиця Піщана
- вулиця Дежньова
- вулиця Ярославни
- Усть-Самарський міст
- вулиця Німецька

## Будівлі
- № 1 — Придніпровська теплова електростанція,
- № 3 — НВО «Дніпренергомаш»;
- № 4 — Склад металобази «Каскад»; ТОВ «Дніпробетон»; Самарський районний відділ Головного управління Державної міграційної служби у Дніпропетровської області; Самарський РВВС;
- № 8 — Придніпровський ремонтно-механічний завод;
- № 9 — кафе «Акація»; База відпочинку «Шинник»
- № 9б — ТОВ НВП Металобаза «Стальсервис»;
- № 11 — Дитячий оздоровчий табір імені Терешкової; Пейнтбольный клуб PENTAGON;
- № 15 — Геріатричний пансіонат;
- № 15д — АЗС «Юкон»;
- № 16 — ВАТ «Завод монтажних виробів»;
- № 19 — металобаза «Співдружність».